# Ietogramma
Per ietogramma (spesso definito anche come pioggia di progetto) nelle comuni applicazioni dell'ingegneria idraulica, si intende una certa distribuzione temporale della precipitazione da utilizzare per la progettazione o per la verifica in condizioni estreme di specifiche opere (condotti fognari, vasche volàno e varie) incluse in una rete di drenaggio.

## Introduzione
Più in generale si può dire che uno ietogramma sia un modello, cioè una schematizzazione, più o meno complessa, ideata per ottenere, in maniera univoca e riproducibile, l'evoluzione temporale di un fenomeno naturale: la pioggia o più precisamente di un singolo evento di pioggia.
In genere per eseguire il dimensionamento di una qualsiasi opera di drenaggio occorre conoscere quelle grandezze (e.g. la portata o il volume) con cui l'opera sarà chiamata ad interagire, più o meno come ad esempio nell'ingegneria strutturale le dimensioni di un qualsiasi elemento (trave, pilastro, piastra..) sono determinate in funzione delle sollecitazioni e delle condizioni in cui l'opera dovrà lavorare. Tuttavia la determinazione quantitativa delle grandezze che più frequentemente si incontrano nell'ingegneria idraulica risulta problematica: infatti i fenomeni che sono alla base di queste grandezze (e.g. l'altezza di pioggia caduta su una certa superficie in un certo intervallo di tempo, la portata in una data sezione di un fiume o anche il livello del pelo libero in un invaso) sono troppo complessi e difficilmente schematizzabili. Questo fa sì che tali grandezze vengono considerate delle variabili aleatorie, le cui proprietà possono essere indagate solo attraverso elaborazioni statistiche basate sull'osservazione del fenomeno. Questo però non è sempre possibile: infatti mentre nell'idrologia fluviale si può, ad esempio, misurare le massime portate di un corso d'acqua, relativamente a determinati intervalli di tempo, per una rete di drenaggio pluviale non è possibile disporre delle misurazioni della portata prodotta da eventi di pioggia e quindi non è possibile sapere quanta acqua effettivamente quella rete sarà chiamata a smaltire.
Per ovviare a tale problema, all'interno di quella branca dell'ingegneria idraulica che si chiama idrologia tecnica, nel tempo sono state ideate e adottate varie procedure che permettono di ricavare la portata prodotta da un qualsiasi evento di pioggia: lo ietogramma di progetto rappresenta proprio una di queste procedure. È doveroso ricordare che in fase di progettazione è necessario scegliere un tempo di ritorno. Questa grandezza, mediante opportuna analisi statistica degli eventi di pioggia di una data regione, permette di determinare (sotto opportune ipotesi) uno ietogramma caratterizzato da una certa probabilità, i.e. da un certo grado di rarità.

## I più comuni tipi di ietogrammi di progetto
Nel tempo sono stati elaborati diversi ietogrammi. Il più vecchio è quello rettangolare, nato non come ietogramma ma come semplice applicazione del metodo razionale.

### Ietogramma rettangolare
Lo ietogramma rettangolare è il più semplice tra tutti gli ietogrammi e si basa sull'assunzione che un evento di pioggia, di una certa durata dT sia caratterizzato da un'intensità {\displaystyle i} costante.
Sottostima gli effetti della pioggia perché:
- considera solo la parte critica della precipitazione che si verifica nell'intervallo;
- trascura l'effetto di picco dell'intensità;

### Ietogramma triangolare
Mentre lo ietogramma rettangolare considera costante l'intensità di pioggia, quello triangolare considera l'effetto di picco

### Ietogramma Sifalda
Lo ietogramma Sifalda si compone di tre parti, relative a tre intervalli di tempo contigui: nel primo intervallo di tempo (dt1) l'intensità cresce linearmente; nel secondo (dt2) si mantiene costante e nel terzo (dt3) decresce linearmente.
Il primo ed il terzo intervallo hanno una durata pari ad un quarto di quella totale (1/4 * tp), mentre il secondo intervallo ha una durata pari alla metà di quella totale ( tp/2 ).
Dalla curva di probabilità pluviometrica (CPP) si ricava hc, che corrisponde alla durata 1/4tp, alla parte centrale si assegna un'intensità ic, pari a 4hc/tp.
Alla prima parte si assegna un'intensità che cresce linearmente da 0,065ic a 0,435ic, nella prima parte invece decresce sempre linearmente da quest'ultimo valore fino a 0,087ic, così facendo la prima parte porta il 14% del volume totale, la seconda parte circa il 56% e la terza parte il restante 30%. Attenzione, proprio come lo ietogramma rettangolare, lo ietogramma Sifalda sottostima l'effetto di picco ed inoltre non rispetta la CPP per l'intera durata tp ma solo per un quarto di questa.

### Ietogramma Chicago
È uno ietogramma coerente con la curva di probabilità pluviometrica. Viene chiamato Chicago perché è stato adottato da Keifer e Chu (1957) in occasione della progettazione della fognatura di Chicago. Viene considerato spesso preferibile al semplice ietogramma rettangolare perché può generare portate al colmo relativamente maggiori.
Si può ottenere facilmente da una curva di possibilità pluviometrica a due parametri del tipo {\displaystyle h=a\tau ^{n}} (molto diffusa in Italia), in cui {\displaystyle \tau } è la durata della precipitazione di progetto, {\displaystyle h} è l'altezza di pioggia corrispondente, mentre {\displaystyle a} ed {\displaystyle n} sono i parametri della curva. Si ha:
{\textstyle j(t)=an((r\tau -t)/r)^{n-1}} quando {\displaystyle t<r\tau }
{\textstyle j(t)=an({\frac {t-r\tau }{1-r}})^{n-1}} quando {\displaystyle t>r\tau }
Il valore di {\displaystyle r} può variare tra 0 e 1, ma in genere si utilizzano valori compresi fra 0.3 e 0.5. Il problema della singolarità per {\displaystyle t=r\tau } non si pone nella pratica ingegneristica, a causa della inevitabile discretizzazione della curva.

### Ietogramma cumulato
Lo ietogramma cumulato si basa sull'assunzione che un evento di pioggia, di una certa durata dT sia caratterizzato da un'altezza di precipitazione h (mm).